# Scholia Sinaitica
Les Scholia Sinaitica sont des fragments de scholies en langue grecque sur les livres 36 à 39 de l'Ad Sabinum d'Ulpien, retrouvés en 1875 dans le monastère Sainte-Catherine du Sinaï par le philologue Gregorios Bernardakis.
Ces fragments de textes ont été découverts par le savant sur des lambeaux de papyrus collés les uns aux autres pour constituer les plats de la reliure d'un livre. À partir de la copie faite par Bernardakis, trois restitutions et publications des fragments ont été produites :
- par Rodolphe Dareste de La Chavanne (Bulletin de correspondance hellénique IV, juillet 1880, p. 449 sqq. ; puis Nouvelle Revue de droit français et étranger IV, novembre-décembre 1880, p. 643 sqq.) ;
- par Karl Eduard Zachariae von Lingenthal (Monatsberichten der Berliner Akademie, 1881, p. 621 sqq.) ;
- par Paul Krüger (Zeitschrift der Savigny-Stiftung für Rechtsgeschichte/Romanistische Abteilung, vol. IV, no 17, 1883, p. 1 sqq.).

Ces restitutions se distinguent notamment par l'ordre des vingt fragments.
Le texte cite d'autres ouvrages d'Ulpien, les Libri ad Sabinum et les Responsa de Paul, l'Ad formulam hypothecariam de Marcien, les Institutes de Florentinus, les Regulæ et les Differentiæ de Modestin. Des constitutions impériales sont citées avec références au code Grégorien, au code Hermogénien et au code Théodosien. Cette dernière particularité permet sans doute de dater ces scholies entre 438 (promulgation du code Théodosien) et 529 (première édition du code Justinien).
Ces scholies ont sans doute été produites dans une école de droit de l'Empire romain d'Orient, probablement celle de Béryte. Elles éclairent les théories de la dot et de la tutelle.  